# Sint-Martinuskerk (Dormaal)

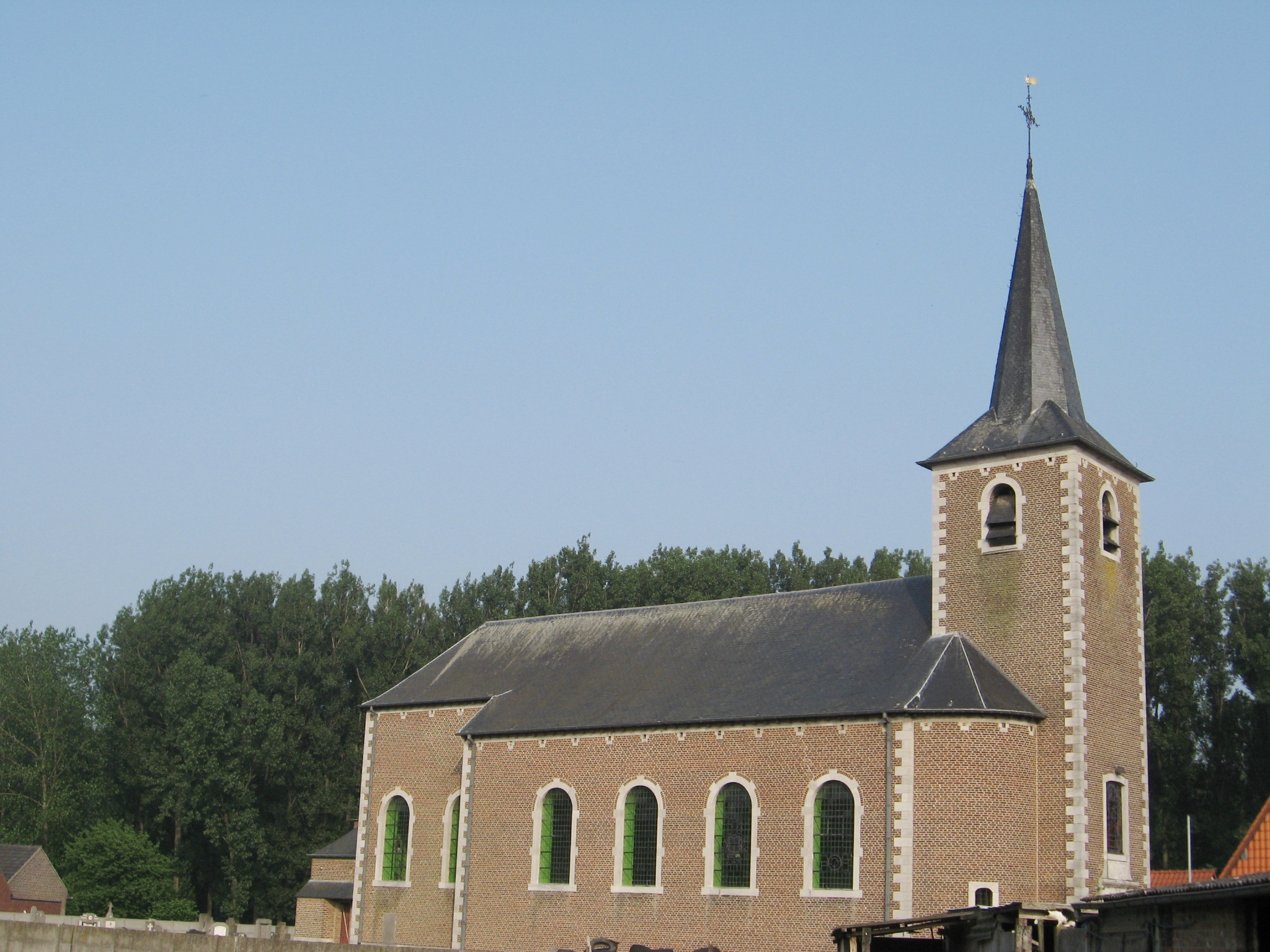
Sint-Martinuskerk

De Sint-Martinuskerk is de parochiekerk van de tot de Vlaams-Brabantse gemeente Zoutleeuw behorende plaats Dormaal, gelegen aan de Kerkstraat.

## Geschiedenis
Vroeger had Dormaal twee parochies: Opdormaal en Neerdormaal. Opdormaal had een Sint-Pieterskerk die van Neerlanden afhankelijk was. Vanwege ontvolking werd de Sint-Pietersparochie opgeheven en bij de Sint-Martinusparochie (van Neerdormaal) gevoegd. 

## Gebouw
Het betreft een classicistisch bouwwerk uit 1782. Het is gebouwd in baksteen en heeft sierelementen van arduin. Het eenbeukig kerkje heeft een halfingebouwde westtoren.

## Interieur
Het orgel is van de hand van François-Bernard Loret en werd gebouwd in 1840.
De zijaltaren zijn van 1623 en afkomstig uit de Sint-Pieterskerk van Opdormaal.